# Зелений (струмок)
Зелений (пол. Zielony) — струмок в Україні у Івано-Франківському й Тернопільському районі Івано-Франківської й Тернопільської областей. Правий допли річки Нараївки (басейн Дністра).

## Опис
Довжина струмка приблизно 7,41 км, найкоротша відстань між витоком і гирлом — 6,70  км, коефіцієнт звивистості річки — 1,11 . Формується багатьма струмками.

## Розташування
Бере початок на східній стороні від села Добринів. Тече переважно на південний схід через села Корчунок та Гоноратівку і на південно-західній околиці села Підвисоке впадає у річку Нараївку, ліву притоку річки [[Гнила Липа|Гнилої * .

## Цікаві факти
- Біля села Підвисоке струмок перетинає автошлях М12[2] (колишній автомобільний шлях міжнародного значення на території України, Стрий — Тернопіль — Кропивницький — Знам'янка. Проходить територією Львівської, Івано-Франківської, Тернопільської, Хмельницької, Вінницької, Черкаської та Кіровоградської областей.).